# Município de Marion (condado de Morgan, Ohio)
O município de Marion (em inglês: Marion Township) é um município localizado no condado de Morgan no estado estadounidense de Ohio. No ano de 2010 tinha uma população de 1.323 habitantes e uma densidade populacional de 13,58 pessoas por km².

## Geografia
O município de Marion encontra-se localizado nas coordenadas 39° 29′ 55″ N, 81° 52′ 59″ O. Segundo o Departamento do Censo dos Estados Unidos, o município tem uma superfície total de 97.46 km², da qual 97,23 km² correspondem a terra firme e (0,24 %) 0,23 km² é água.

## Demografia
Segundo o censo de 2010, tinha 1.323 habitantes residindo no município de Marion. A densidade populacional era de 13,58 hab./km². Dos 1.323 habitantes, o município de Marion estava composto pelo 75,21 % brancos, o 13,83 % eram afroamericanos, o 0,76 % eram amerindios, o 0,15 % eram asiáticos, o 0,23 % eram de outras raças e o 9,83 % eram de uma mistura de raças. Do total da população o 1,06 % eram hispanos ou latinos de qualquer raça.